# Girált
Girált (szlovákul: Giraltovce) város, egykor járási székhely Szlovákiában, az Eperjesi kerület Felsővízközi járásában. Ferencvágása tartozik hozzá.

## Fekvése
Eperjestől 27 km-re északkeletre, a Radomka-patak és a Tapoly összefolyásánál fekszik.

## Története
Területén már a kőkorszak végén is éltek emberek. Határában késő kőkori és kora bronzkori temetkezések kerültek elő.
A települést a 13. században alapították, először 1383-ban „Giralth” néven említi írott forrás. 1427-ben a Széchy család birtoka, néhány évvel később már a Somosyaké. Tulajdonosai később is többször változtak. 1711-ben a kuruc háború és a járványok következtében csaknem elnéptelenedett. Első iskoláját 1720-ban említik. A település a 18.–19. században fajanszgyáráról volt híres. 1787-ben 74 házában 646 lakos élt.
A 18. század végén Vályi András így ír róla: „GIRÁLT. Giraltovtze. Tót falu Sáros Vármegyében, földes Ura Potornay, ’s többek, az Uraságnak kastellyával díszesíttetik, lakosai katolikusok, és evangelikusok, fekszik kies helyen, Nyerjesnek szomszédságában, mellynek filiája, Hanusfalvához egy, és 1/4 mértföldnyire, Girált vizének Topolyba való folyásánál, határja, ha jól miveltetik termékeny, réttye kétszer kaszáltatik, legelője elég, tűzre is fája elegendő, piatzozása nem meszsze, első Osztálybéli.”
1805-ben a napóleoni háborúk során Kutuzov orosz csapatai szállták meg. 1828-ban 90 háza volt 686 lakossal, akik tutajozással, kertműveléssel foglalkoztak. A 19. század elejétől nevezetesek voltak hetipiacai és vásárai.
Fényes Elek 1851-ben kiadott geográfiai szótárában így ír a településről: „Girálth, tót falu, Sáros vármegyében, a Tapoly mellett, Hanusfalvához északra 1 1/4 mfd. 124 kath., 420 evang., 40 zsidó lak. Evang. templom. Első osztálybeli határ. Vizimalom. F. u. Szulyovszky, Szirmay, s m. t. Ut. p. Eperjes.”
1917-ben nagy offenzívája során átmenetileg megint orosz megszállás alá került. 1920 előtt Sáros vármegye Girálti járásának székhelye volt.
A második világháború során 1944-ben területén súlyos harcok folytak.

## Népessége
| Év:            | 1994. | 2004.   | 2014.   | 2024.   |
| -------------- | ----- | ------- | ------- | ------- |
| Emberek száma: | 4220  | 4186    | 4148    | 3958    |
| Eltérés:       |       | -0,80 % | -0,90 % | -4,58 % |

| Év:            | 2023. | 2024.   |
| -------------- | ----- | ------- |
| Emberek száma: | 3997  | 3958    |
| Eltérés:       |       | -0,97 % |

1880-ban 760 lakosából 52 magyar, 85 német, 4 ruszin, 568 szlovák és 25 egyéb anyanyelvű volt. Ebből 303 római katolikus, 280 evangélikus, 104 izraelita, 70 görögkatolikus és 3 református vallású.
1890-ben 887 lakosából 80 magyar, 110 német, 597 szlovák és 100 egyéb anyanyelvű volt. Ebből 399 római katolikus, 291 evangélikus, 113 izraelita, 80 görögkatolikus és 4 református vallású.
1900-ban 996 lakosából 129 magyar, 135 német, 1 cigány, 590 szlovák és 100 egyéb anyanyelvű volt. Ebből 484 római katolikus, 247 evangélikus, 154 izraelita, 98 görögkatolikus és 13 református vallású.
1910-ben 1002 lakosából 387 magyar, 60 német, 1 ruszin, 47 egyéb és 507 szlovák anyanyelvű volt. Ebből 422 római katolikus, 278 evangélikus, 200 izraelita, 97 görögkatolikus és 5 református vallású.
1921-ben 1127 lakosából 49 magyar, 241 zsidó, 38 orosz, 16 egyéb, 773 csehszlovák és 10 állampolgárság nélküli volt. Ebből 427 római katolikus, 518 evangélikus, 259 izraelita, 118 görögkatolikus, 1 református és 4 egyéb vallású.
1930-ban 1395 lakosából 25 magyar, 220 zsidó, 7 ruszin, 4 német, 139 egyéb, 919 csehszlovák és 81 állampolgárság nélküli volt. Ebből 595 római katolikus, 386 evangélikus, 265 izraelita, 141 görögkatolikus, 3 református és 5 egyéb vallású.
1970-ben 2644 lakosából 2 magyar, 17 ukrán, 13 cseh, 1 lengyel és 2606 szlovák volt.
1980-ban 3112 lakosából 5 magyar, 26 ukrán, 15 cseh, 3 lengyel, 2 német és 3055 szlovák volt.
1991-ben 3933 lakosából 1 magyar, 189 cigány, 20 ukrán, 15 cseh, 4 ruszin, 3623 szlovák és 81 egyéb nemzetiségű volt.
2001-ben 4189 lakosából 1 magyar, 3980 szlovák, 150 cigány, 17 ruszin, 14 ukrán volt.
2011-ben 4188 lakosából 1 magyar, 3261 szlovák, 102 cigány, 22 ruszin, 8 ukrán, 7 cseh, 1-1 lengyel és orosz, 2 egyéb nemzetiségű és 783 ismeretlen nemzetiségű volt. Ebből 1962 római katolikus, 852 evangélikus, 277 görögkatolikus, 41 pravoszláv, 36 jehovista, 875 ismeretlen vallású és 88 nem vallásos.
2021-ben 4001 lakosából 6 magyar, 82 (+284) cigány, 12 (+46) ruszin, 3472 (+32) szlovák, 22 (+2) egyéb és 407 ismeretlen nemzetiségű volt.

## Neves személyek
- Itt született 1717-ben Orosz Zsigmond piarista tartományfőnök, tanár.
- Itt született 1865-ben Alexis Victor Moschcowitz magyar származású amerikai sebész.
- Itt született 1874-ben Goldberger József magyar származású amerikai orvos és járványtani szakember.
- Itt született 1878-ban Eli Moschowitz, magyar származású amerikai orvos, aki a TTP-t (trombotikus trombocitopéniás purpura) 1924-ben először leírta.
- Itt született 1907-ben Horvát Adolf Olivér római katolikus pap, ciszterci szerzetes, botanikus, gimnáziumi tanár.
- Itt szolgált Ignati György (1690 körül-1752) ágostai evangélikus lelkész.

## Nevezetességei
- Evangélikus temploma a 18. században épült, tornya a 17. századból való.
- Szent Cirill és Metód tiszteletére szentelt római katolikus temploma a 20. század elején készült.
- A Segítő Szűzanya tiszteletére szentelt görögkatolikus temploma a 20. század elején épült.
- Klasszicista kastély a 19. századból.
- Barokk kastély a 18. századból.
- Késő reneszánsz kastély a 17. századból.

## Lásd még
- Ferencvágása